# H.F.M. 2 (The Hunger for More 2)
H.F.M. 2 (The Hunger for More 2) — третій студійний альбом репера Ллойда Бенкса, виданий на лейблах G-Unit Records та EMI.

## Передісторія
Спочатку, використовуючи Twitter, Бенкс заявив, що альбом матиме назву The Hunger for More 2. Пізніше це підтвердив 50 Cent під час інтерв'ю для MTV News. Очікувалося, що платівка вийде на Interscope. Джиммі Йовін, голова Interscope Records, визнав, що він хотів знову підписати Бенкса й спитав у 50 Cent: «Що я можу зробити, щоб знову підписати Бенкса?» Бенкс сказав, що погодиться лише якщо Interscope вибачаться за «сумніви щодо нього».

## Назва й обкладинка
Альбом є сиквелом дебютної платівки The Hunger for More. Бенкс сказав, що він хотів повторити успіх свого першого альбому. 5 жовтня 2010 через свій сайт та обліковий запис у Твіттері він оприлюднив обкладинку платівки.

## Реліз та рекламна кампанія
2 листопада 2010 з'явилась можливість зробити попереднє замовлення альбому та синглу «Start It Up» на iTunes. Ллойд Бенкс також випустив документальний фільм «The Road To H.F.M. 2», стрічка вийшла на MTV. На «Beamer, Benz, or Bentley», «Any Girl», «I Don't Deserve You», «So Forgetful» та «Home Sweet Home» зняли відеокліпи.

## Комерційний успіх
Альбом дебютував на 26-му місці чарту Billboard 200 з результатом у близько 45 тис. проданих копій за перший тиждень. Станом на 21 грудня 2011 продано 127 тис. копій. Лейбл EMI випустив недостатню кількість фізичних копій. Під час інтерв'ю Бенкс заявив, що він не міг ніде знайти свій диск (у Best Buy, Wal-Mart тощо). Альбом також посів 60-ту сходинку у Канаді.[джерело?]

## Список пісень
| #   | Назва                                                                     | Продюсер(и)                           | Тривалість |
| --- | ------------------------------------------------------------------------- | ------------------------------------- | ---------- |
| 1.  | «Take 'Em to War» (з участю Tony Yayo)                                    | Cardiak                               | 3:29       |
| 2.  | «Unexplainable» (з участю Styles P)                                       | Cardiak                               | 4:15       |
| 3.  | «Payback (P's and Q's)» (з участю 50 Cent)                                | Grandz Muzik, Bliz Money              | 4:12       |
| 4.  | «Home Sweet Home» (з участю Pusha T)                                      | Nick Speed                            | 3:59       |
| 5.  | «Beamer, Benz, or Bentley» (з участю Juelz Santana)                       | Prime                                 | 3:28       |
| 6.  | «So Forgetful» (з участю Ryan Leslie)                                     | Ryan Leslie                           | 3:59       |
| 7.  | «Father Time»                                                             | G'Sparkz                              | 3:25       |
| 8.  | «Start It Up» (з участю Swizz Beatz, Kanye West, Ryan Leslie та Fabolous) | Cardiak                               | 4:49       |
| 9.  | «Celebrity» (з участю Akon)                                               | Dirk Pate; Dre Montgomery (співпрод.) | 3:29       |
| 10. | «On the Double»                                                           | The WatcherZ                          | 2:49       |
| 11. | «Any Girl» (з участю Lloyd)                                               | Dready                                | 3:31       |
| 12. | «I Don't Deserve You» (з участю Jeremih)                                  | J.U.S.T.I.C.E. League                 | 3:52       |
| 13. | «Sooner or Later (Die 1 Day)» (з участю Raekwon)                          | Frank Dukes                           | 3:31       |

| Ексклюзивні бонус-треки для f.y.e. | Ексклюзивні бонус-треки для f.y.e. | Ексклюзивні бонус-треки для f.y.e. | Ексклюзивні бонус-треки для f.y.e. |
| #                                  | Назва                              | Продюсер(и)                        | Тривалість                         |
| ---------------------------------- | ---------------------------------- | ---------------------------------- | ---------------------------------- |
| 14.                                | «This Is the Life»                 | Young Seph; Cardiak (співпрод.)    | 3:13                               |
| 15.                                | «Stuntin'»                         | G'Sparkz                           | 3:00                               |

| Бонус-треки на iTunes | Бонус-треки на iTunes            | Бонус-треки на iTunes                | Бонус-треки на iTunes |
| #                     | Назва                            | Продюсер(и)                          | Тривалість            |
| --------------------- | -------------------------------- | ------------------------------------ | --------------------- |
| 14.                   | «Kill It» (з участю Governor)    | Lab Ox; Vikaden (співпрод.)          | 3:21                  |
| 15.                   | «Where I'm At» (з участю Eminem) | Boi-1da; Matthew Burnett (співпрод.) | 5:18                  |

| Бонус-треки європейського видання | Бонус-треки європейського видання | Бонус-треки європейського видання | Бонус-треки європейського видання |
| #                                 | Назва                             | Продюсер                          | Тривалість                        |
| --------------------------------- | --------------------------------- | --------------------------------- | --------------------------------- |
| 14.                               | «When I Get There»                | Doe Pesci                         | 3:09                              |
| 15.                               | «Make Money»                      | Doe Pesci                         | 4:26                              |

## Семпли
- «Payback (P's and Q's)»
  - «A Song Between Us» у вик. Кенні Нолан
- «Home Sweet Home»
  - «The Detriot Riot» Essie Moss and Rev. Robert Grant
- «On the Double»
  - «Summertime» у вик. Біллі Стюарта

## Історія виходу
| Країна          | Дата              | Лейбл(и)    | Формат                  | Каталог    |
| --------------- | ----------------- | ----------- | ----------------------- | ---------- |
| США             | 22 листопада 2010 | G-Unit, EMI | Завантаження музики, CD | B0046JLTBU |
| Канада          | 22 листопада 2010 | G-Unit, EMI | Завантаження музики, CD |            |
| Велика Британія | 29 листопада 2010 | G-Unit, EMI | Завантаження музики, CD |            |
| Німеччина       | 29 листопада 2010 | G-Unit, EMI | Завантаження музики, CD |            |
| Ірландія        | 29 листопада 2010 | G-Unit, EMI | Завантаження музики, CD |            |

## Чартові позиції
| Чарт (2010)               | Найвища позиція |
| ------------------------- | --------------- |
| США                       | 26              |
| US Independent Albums     | 2               |
| US Rap Albums             | 4               |
| US Top R&B/Hip-Hop Albums | 6               |